# 오유진 (바둑 기사)
오유진(吳侑珍, 1998년 6월 11일 ~ )은 대한민국의 여류 바둑 기사이다.
2015년, 2015 엠디엠 여자바둑리그에서 인제 하늘내린 팀의 제 1지명 선수로 활동하고 있으며, 13라운드까지 진행한 결과 9승1패의 성적을 올리며, 여자바둑리그에서 최고의 개인성적을 보여주고 있다.
2015 황룡사배 세계여자바둑단체전의 한국 대표이자 최연소 기사로 출전했고, 한국의 2번째 선수로 중국의 쑹룽후이 선수와 대결했다. 2018년 6단과 2019년 7단을 거쳐 2021년에 8단으로 승단했다. 2021년 제26회 하림배 프로여자국수전에서 최정 9단을 상대로 3번기에 2:1로 승리함으로써 9단으로 특별승단을 하게 되었다.

## 학력
- 한국바둑고등학교 졸업

## 경력
- 2012년 세계청소년바둑대회 대표., 41회 여류입단대회 입단 (대 박태희 승).[5]
- 2013년 제4회 인천 실내&무도 아시안게임 바둑 여자단체 은메달.
- 2015년 한국여자바둑리그 정규시즌 최다승 (10승 2패)

## 참조
1. ↑  “한국기원 - 오유진”. 2015년 4월 2일에 원본 문서에서 보존된 문서. 2015년 3월 16일에 확인함.
2. ↑  “가공할 '초단 투톱'의 인제 하늘내린”. 2015년 4월 2일에 원본 문서에서 보존된 문서. 2015년 3월 16일에 확인함.
3. ↑  <바둑> 여자바둑 10연승 돌풍 ‘17세 소녀기사’ 오유진 “남자선수와 타이틀 겨루고 싶어요“
4. ↑  “황룡사쌍등배 내달 1일 개막 김혜민 최정 오정아 김채영 오유진 출전”. 2015년 4월 2일에 원본 문서에서 보존된 문서. 2015년 3월 16일에 확인함.
5. ↑  “오유진, 국내 271번째 프로기사로 탄생 올 마지막 여자 입단자는 31일 박태희 vs 김신영 승”. 2015년 4월 2일에 원본 문서에서 보존된 문서. 2015년 3월 16일에 확인함.